# 丹尼索尔 (科罗拉多州)
丹尼索尔（英語：Dinosaur），是美国科罗拉多州莫弗特县下属的一座城市。建市于1947年12月18日，面积大约为0.785平方英里（2.032平方公里）。根据2010年美国人口普查，该市有人口339人。2011年估计该市有人口330人，相比2010年人口增长率为-2.65%。同时，论人口该市是科罗拉多州第216大城市。